# Farul Mikomotoshima
Farul Mikomotojima (în japoneză 神子元島灯台, Mikomotojima tōdai) este un far situat pe Mikomotojima, o mică insuliță nelocuită (0,1 km²) situată la 11 kilometri la sud de portul Shimoda, Shizuoka. Situl a fost declarat Sit Național Istoric în 1937.

## Istorie
Farul Mikomotojima a fost unul dintre cele opt faruri care au fost construite în Japonia din perioada Meiji, în conformitate cu prevederile Tratatului anglo-japonez de prietenie și comerț din 1858, semnat de shogunatul Tokugawa din perioada Bakumatsu. Farul a fost proiectat și construit de inginerul britanic Richard Henry Brunton și este demn de remarcat prin faptul că este prima structură de beton care a fost construită în Japonia. Brunton a continuat să construiască alte 25 de faruri din nordul îndepărtat Hokkaidō până în sudul Kyushu în timpul carierei sale în Japonia.
Acest far a fost unul dintre primele proiectate de Brunton și a fost, de asemenea, unul dintre cele mai dificil de proiectat. Insula este situată într-o parte agitată a mării, iar părțile laterale ale insulei sunt foarte abrupte. Brunton a scris într-un eseu din 1871 că:

Farul este din piatră, cu o înălțime de 58 de picioare până la talpa felinarului. Are forma unui trunchi de con și este depășit de un capitel având douăzeci și patru de adâncituri gotice arcuite în jurul său. Diametrul de la bază este de 22 de picioare, iar în partea de sus are 16 picioare. Grosimea pereților de la bază este de 6 picioare, iar în partea de sus 3 picioare. Este prevăzut cu o scară în spirală din ulm japonez. [...] Lucrările de tăiere a stâncii pentru a pregăti fundațiile turnului au început în aprilie 1869, iar farul a fost iluminat pentru prima dată la 1 ianuarie 1871.

Farul este de culoare albă cu două linii orizontale negre. Structura de piatră este pe o insuliță stâncoasă cu o altitudine de 39 de metri. Turnul este însoțit de structuri pentru paznicul farului și două depozite, iar ziduri de piatră care servesc drept paravan și pentru protecție împotriva valurilor. Blocurile de piatră au fost tăiate din cariera Ebisuzaki din Shimoda și sunt conectate prin bare de fier, cu plumb turnat în goluri pentru a securiza barele de armătură. Farul a fost luminat pentru prima dată la 1 ianuarie 1871, în cadrul unei ceremonii la care au participat consulul general britanic Sir Harry Smith Parkes și oficialii japonezi prințul Sanjō Sanetomi, Ōkubo Toshimichi și Ōkuma Shigenobu.
Farul Mikomotojima este în prezent cel mai vechi far încă folosit în Japonia și este singurul dintre cele opt desemnate prin tratatul din 1858 care a supraviețuit. Este înregistrat la Asociația Internațională a Autorităților Farurilor ca unul dintre „Cele mai importante o sută de faruri din lume” și de guvernul japonez ca Monument Istoric Național. Se poate ajunge în aproximativ 35 de minute cu barca din portul Shimoda.